# Halcher, Chincholi
Halcher là một làng thuộc tehsil Chincholi, huyện Gulbarga, bang Karnataka, Ấn Độ.